# Donau-Oder-Elbe-Kanal

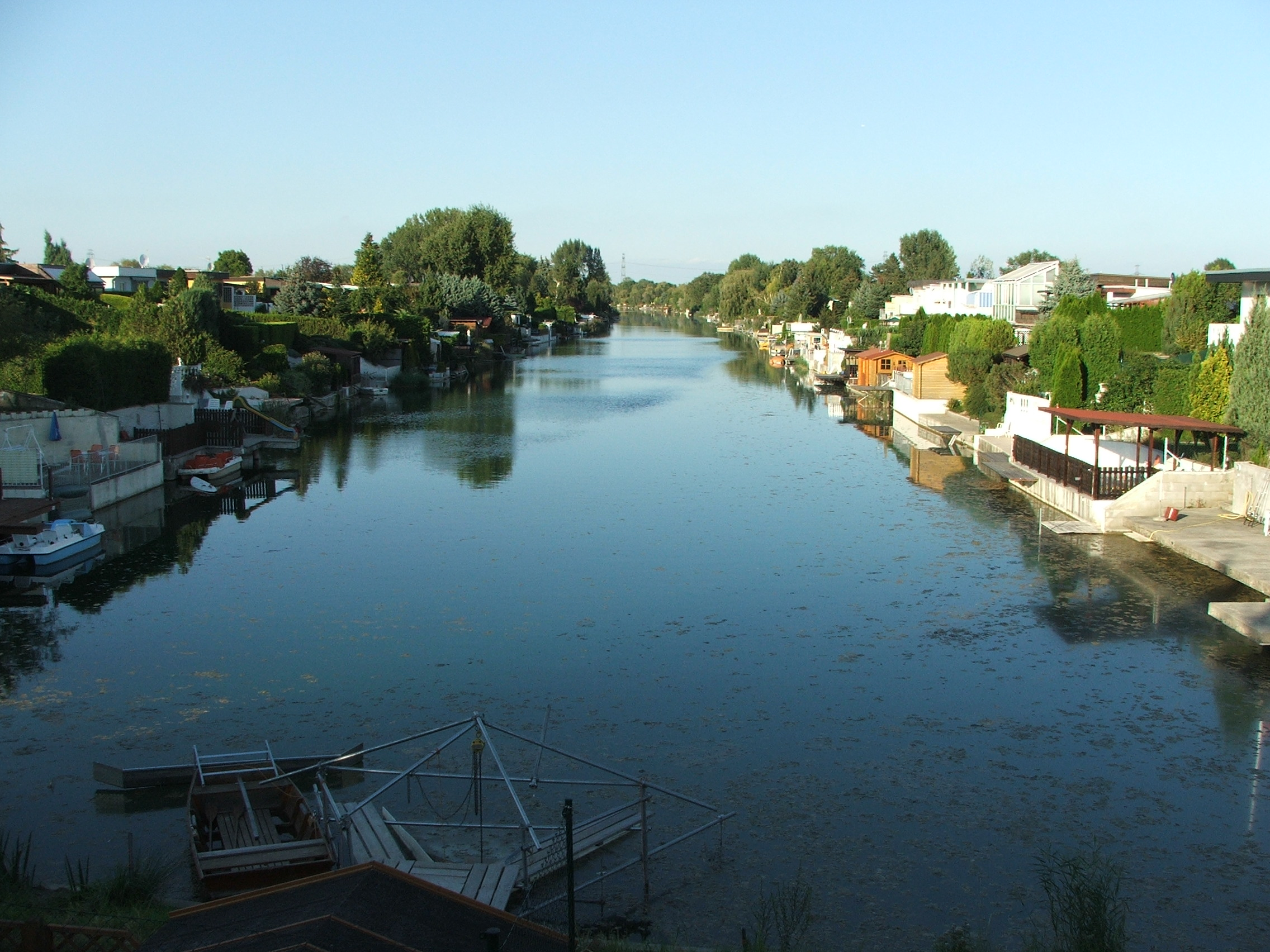
Donau-Oder-Kanal bei Wien

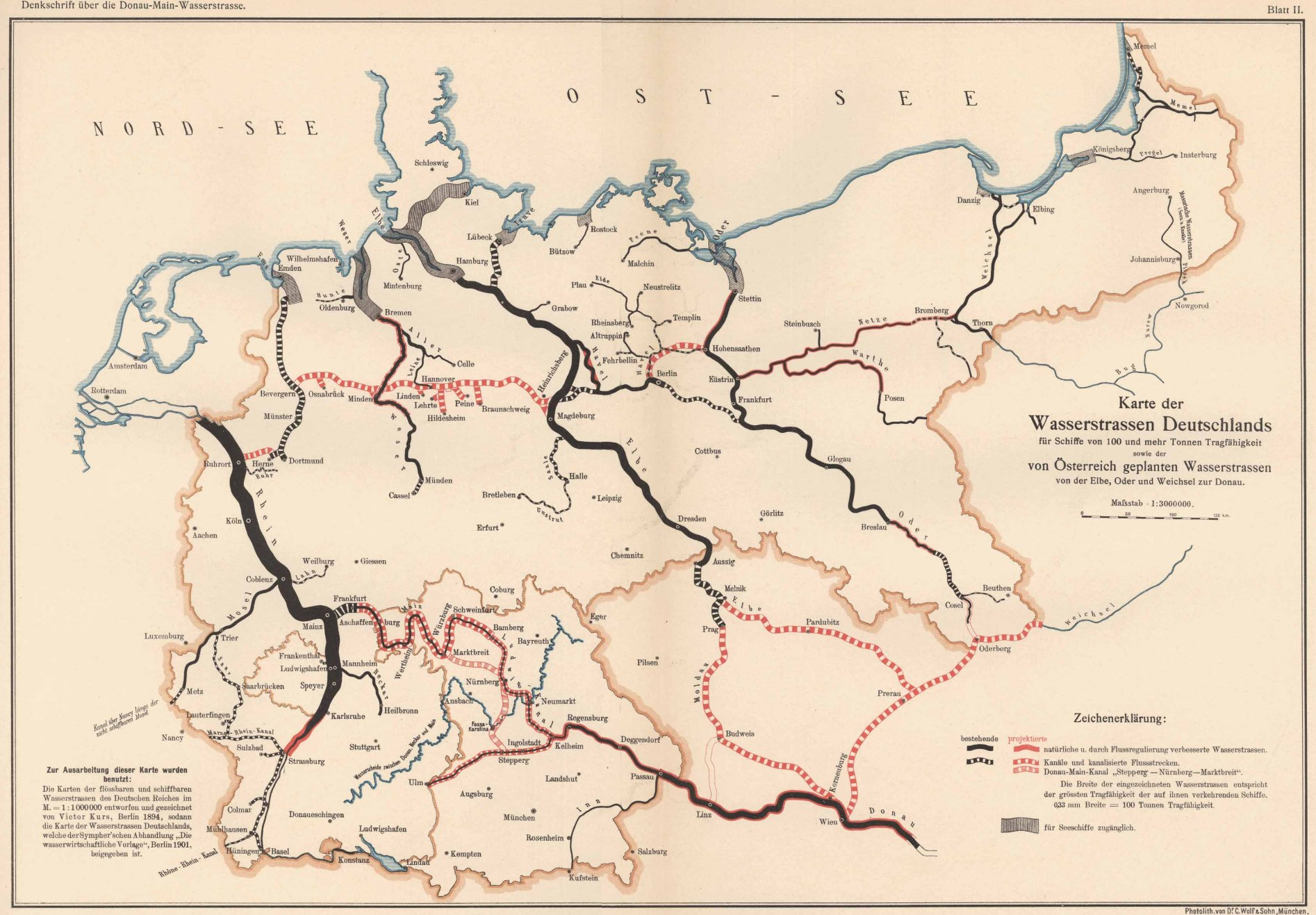
Bestehende und geplante Wasserstraßen in Deutschland, 1903

Der Donau-Oder-Elbe-Kanal (DOEK) ist ein Kanalprojekt, das die Flüsse Elbe, Oder und Donau miteinander verbinden würde. Das Teilprojekt, Oder und Donau zu verbinden, wird Donau-Oder-Kanal genannt. Für diesen Teil bestehen wenige Kilometer an Bauvorleistungen.
Die Idee einer derartigen Kanalverbindung ist über 300 Jahre alt. Insbesondere in Tschechien und Österreich besteht Interesse einen derartigen Kanal zu bauen, da dadurch beide Länder eine Anbindung an die Ostsee bzw. eine wesentlich bessere Anbindung an das europäische Wasserstraßennetz erhalten würden. Der Kanal würde die Flüsse Elbe, Oder und March jeweils in ihren Oberläufen verbinden. Dies würde im Falle der Elbe einen großen technischen Aufwand erfordern, da ein Höhenunterschied von 250 Metern überbrückt werden müsste, was zu Kosten von vielen Milliarden Euro führen würde. Die Verbindung von Donau und Oder (Donau-Oder-Kanal) wäre relativ kostengünstig herzustellen, da die Mährische Pforte die niedrigste Wasserscheide in ganz Zentraleuropa darstellt und die Höhendifferenz nur 125 Meter auf Donauseite und 125 Meter auf Oderseite beträgt.
Ein Bündnis europäischer Naturschützer kritisierte diese Idee 2020 scharf, da ein wesentlich größerer Eingriff in die Natur, besonders in geschützte Auenlandschaften, und den Wasserhaushalt erforderlich sei als beim Ausbau vorhandener Bahnverbindungen. Zudem würde die Wasserstraße durch die zahlreichen nötigen Schleusen sehr langsam.
Am 5. Oktober 2020 genehmigte die tschechische Regierung Andrej Babiš II erste Vorbereitungen zwischen dem polnischen Hafen Kędzierzyn-Koźle und dem geplanten Hafen der tschechischen Stadt Ostrava. Die Konstruktionskosten für diesen Teilabschnitt auf tschechischer Seite wurden auf 15 Milliarden Tschechische Kronen geschätzt, die Gesamtkosten auf tschechischer Seite auf 586 Milliarden Tschechische Kronen (circa 24,7 Milliarden Euro). Die Programmerklärung der tschechischen Regierung Petr Fiala im Januar 2022 enthielt den Plan, das Projekt zu beenden. Im Februar 2023 beschloss die Regierung die Aufhebung der Gebietsreserven für das Projekt.
Die Idee einer transeuropäischen Wasserstraßenverbindung wurde bereits mit dem Rhein-Main-Donau-Kanal verwirklicht.

## Weblinks

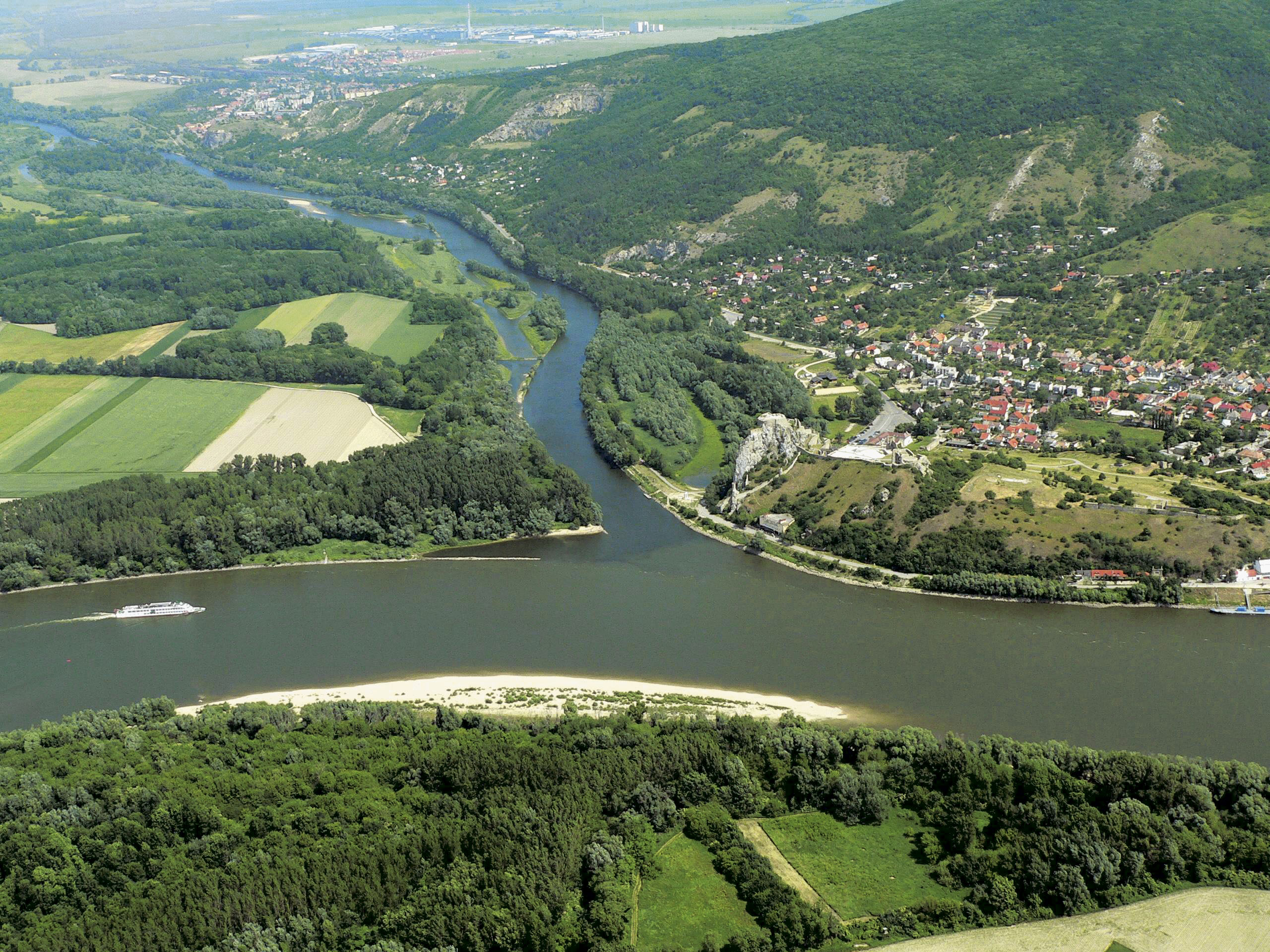
Wasserkorridor D-O-E, Anfang der Strecke bei Devín (Var. A a D)
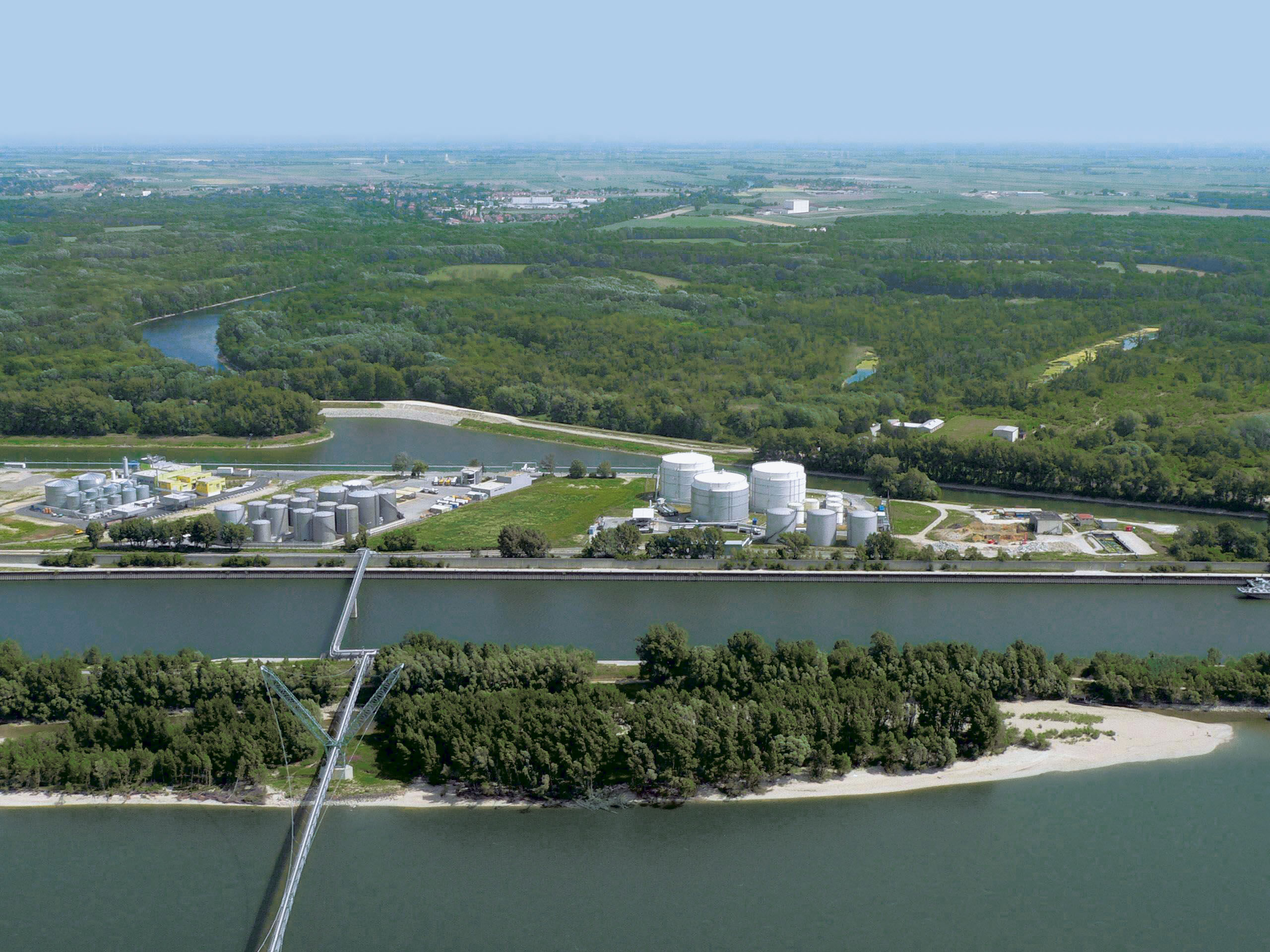
Wasserkorridor D-O-E, Anfang der Strecke bei Wien (var. B a C)
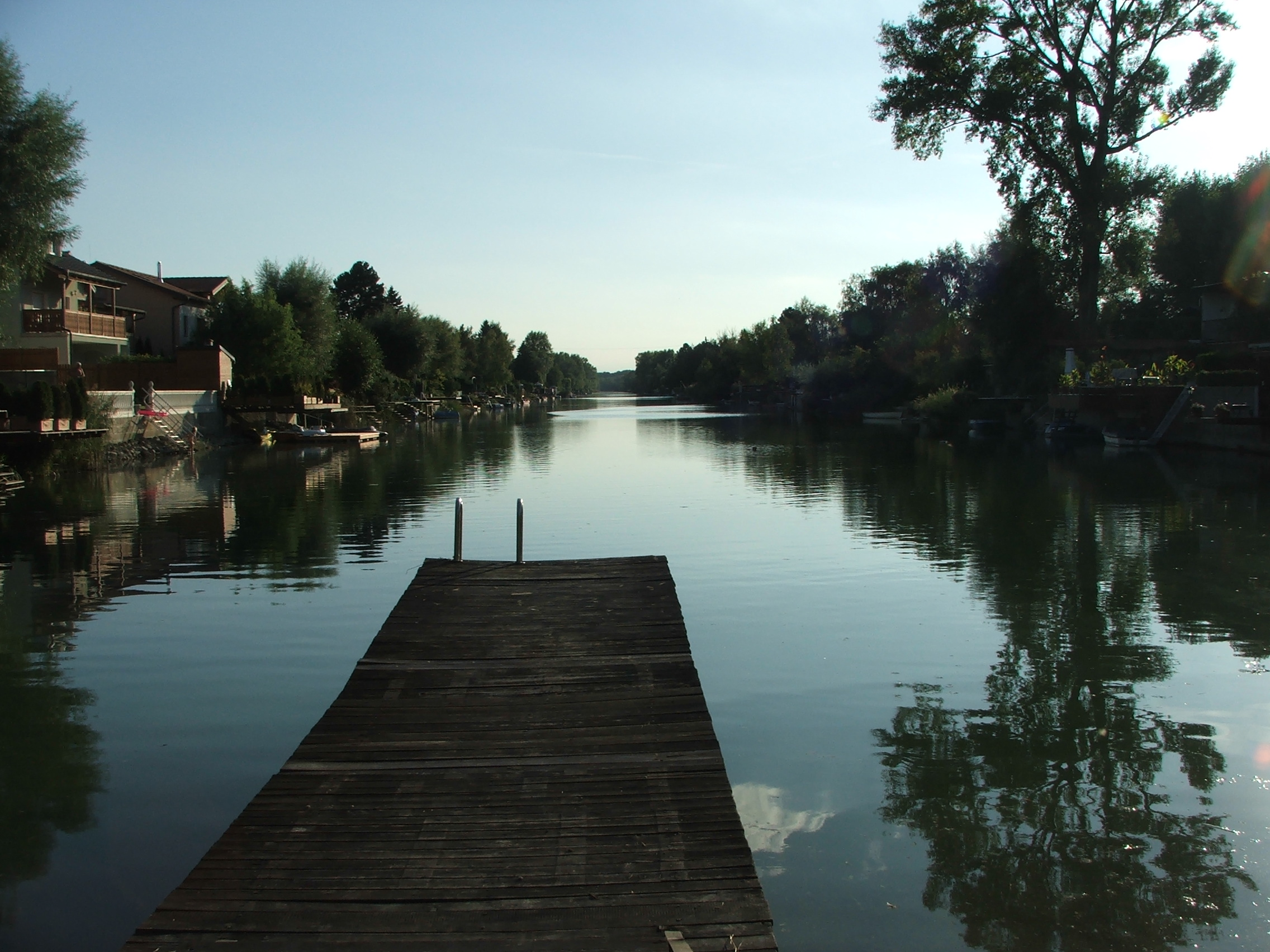
Donau-Oder-Kanal, weiterer fertiger Teil nahe Wien
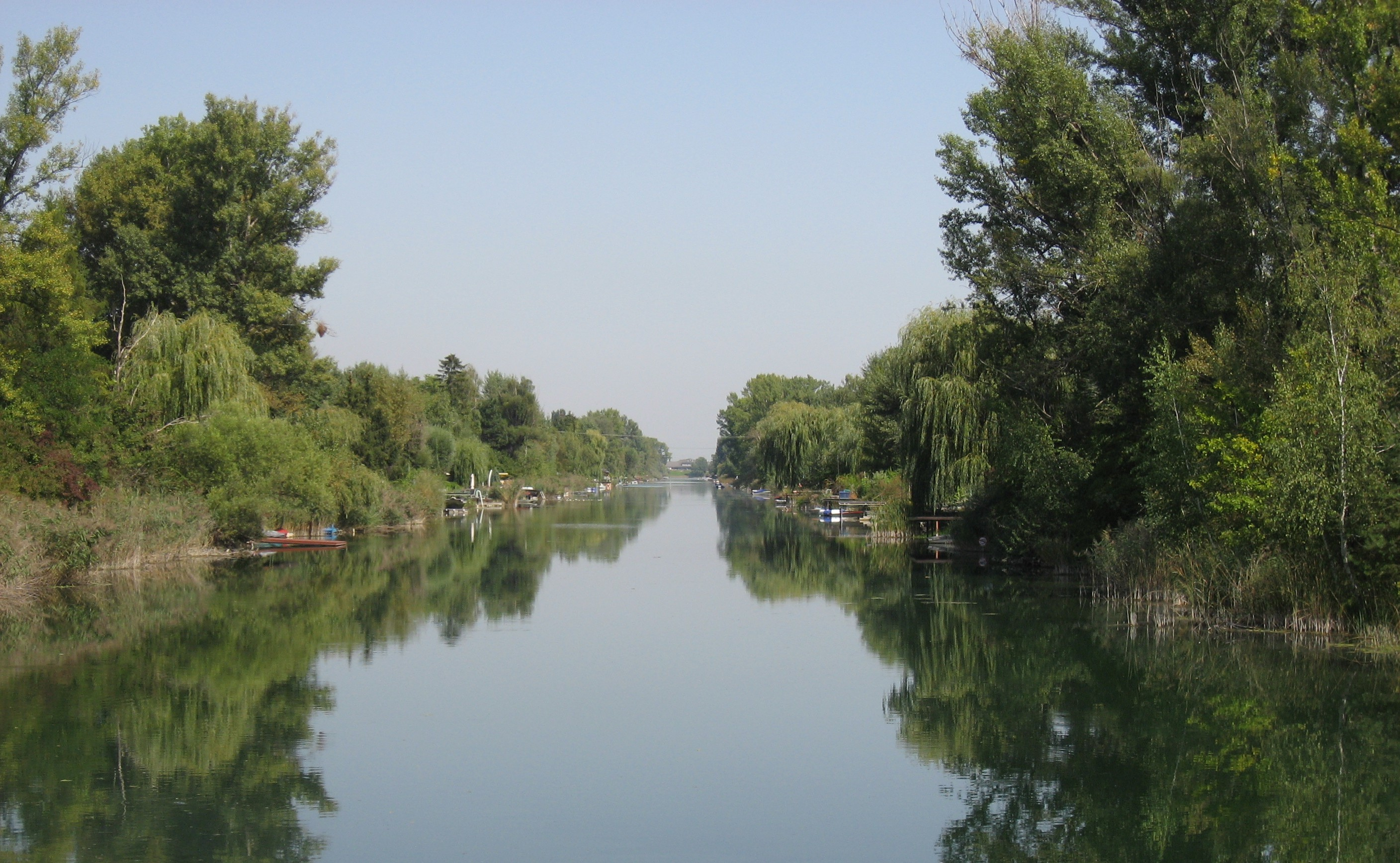
Donau-Oder-Kanal, fertiger Teil in Wien bei der Lobaustraße
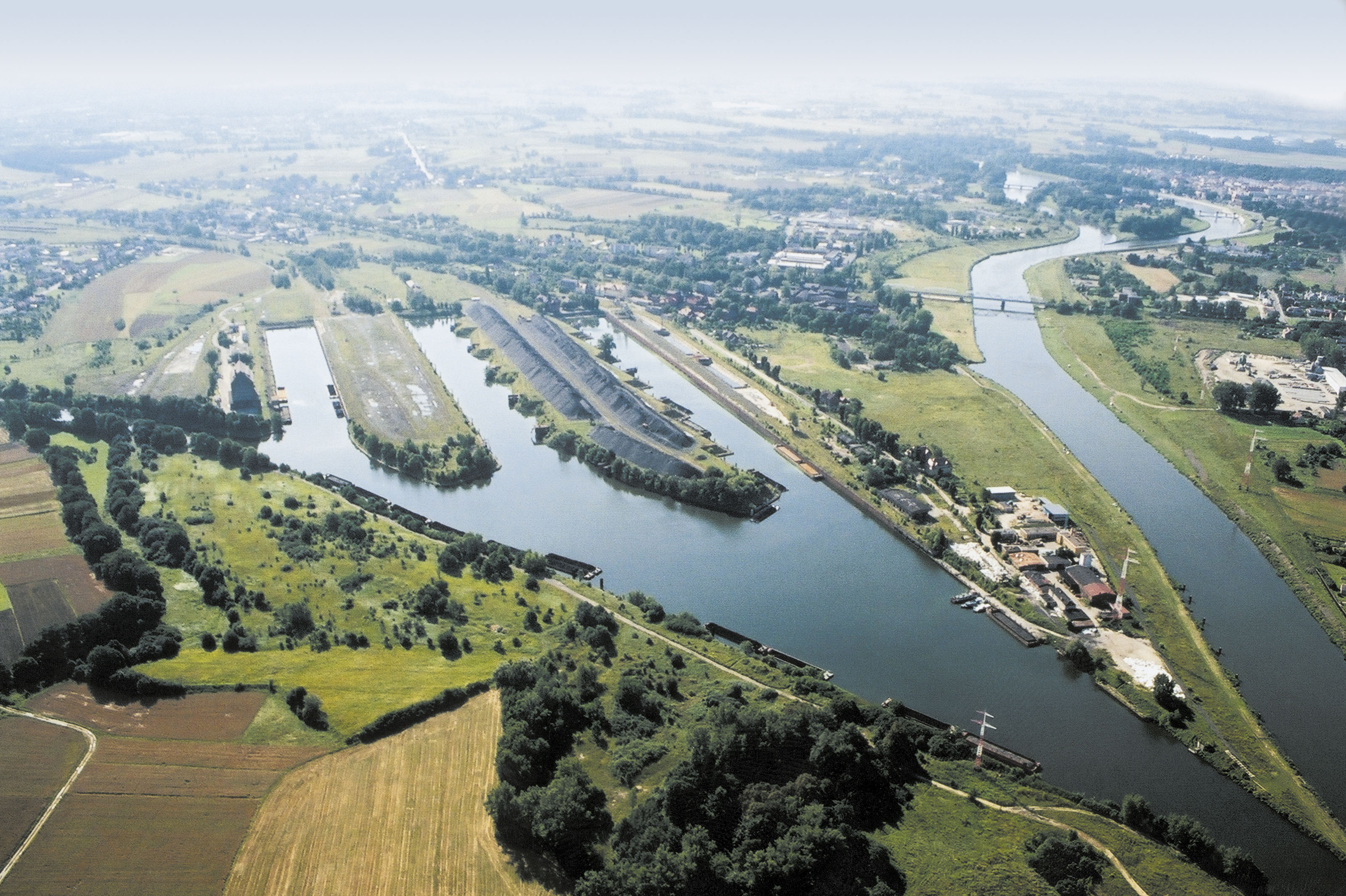
Hafen Koźle, Kanał Gliwicki und Oder
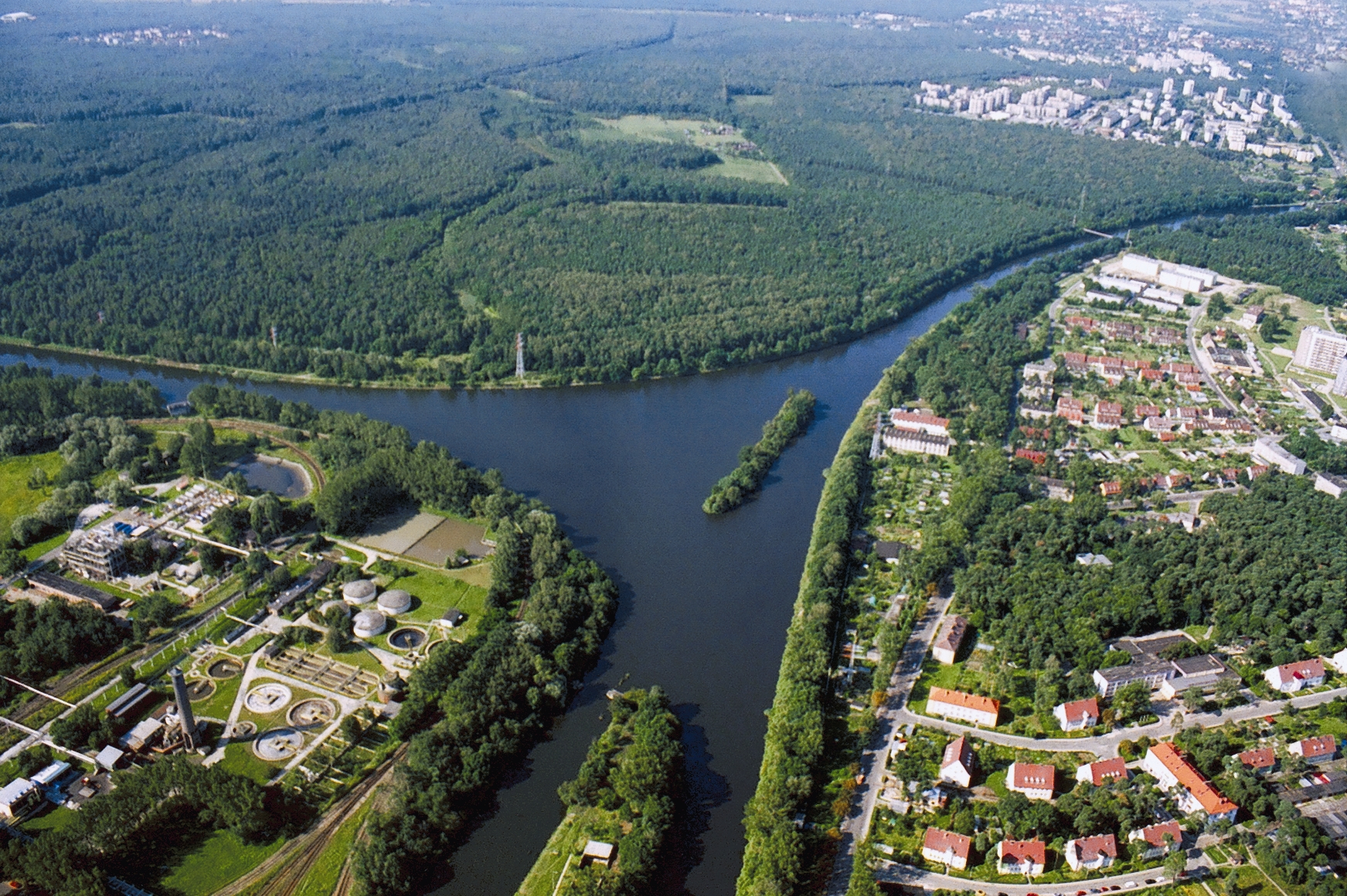
Ort des ersten Spatenstichs. Von links nach rechts Kanał Gliwicki mit breiter Mündung, ein 6-kmTeilstück des Oder-Donau-Kanals und ein Stichkanal zur chemischen Fabrik in Kędzierzyn.
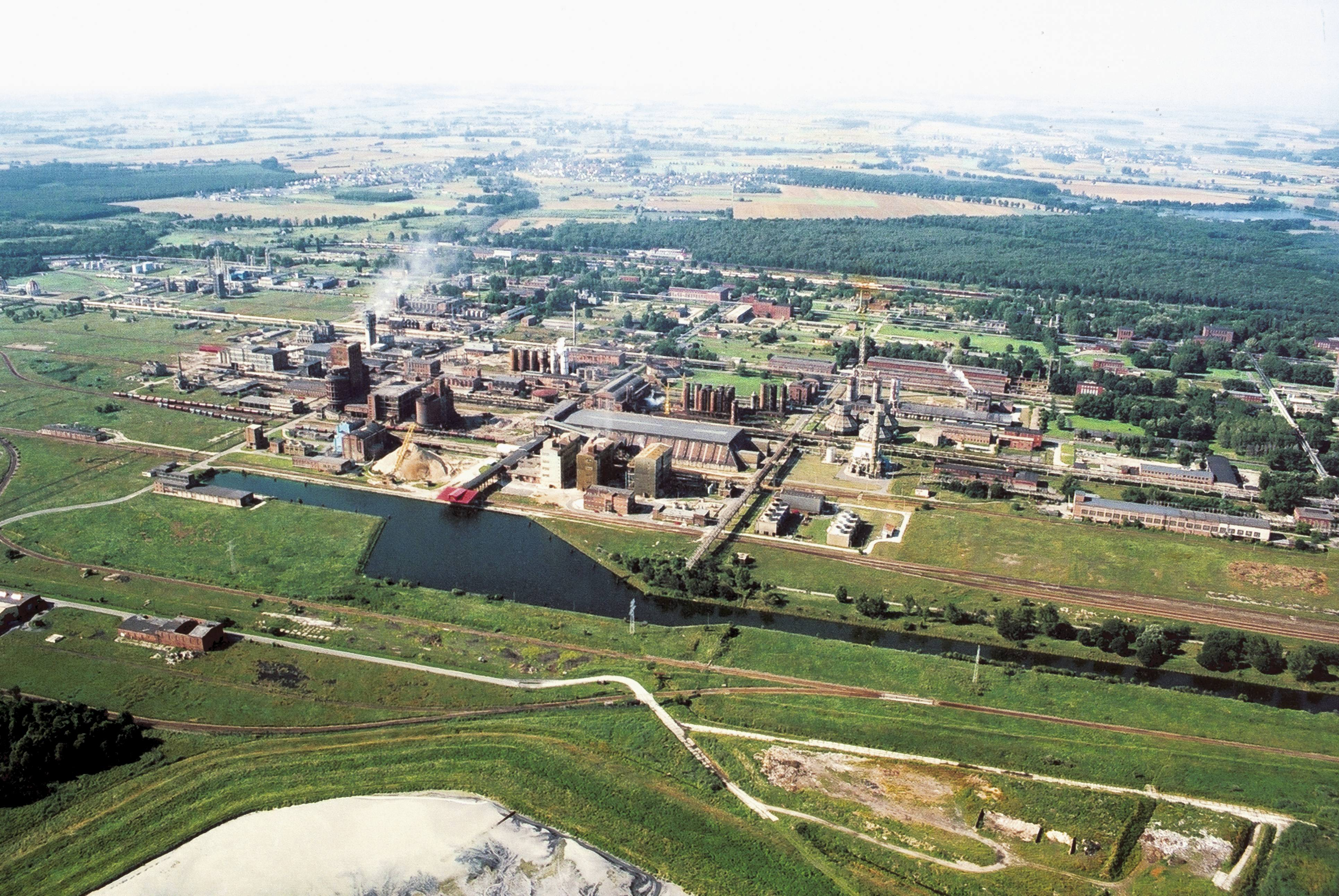
Letzter Hafen am Kanał Kędzierzynski, fertiger Teil des Donau-Oder-Kanals, erbaut 1938–1943
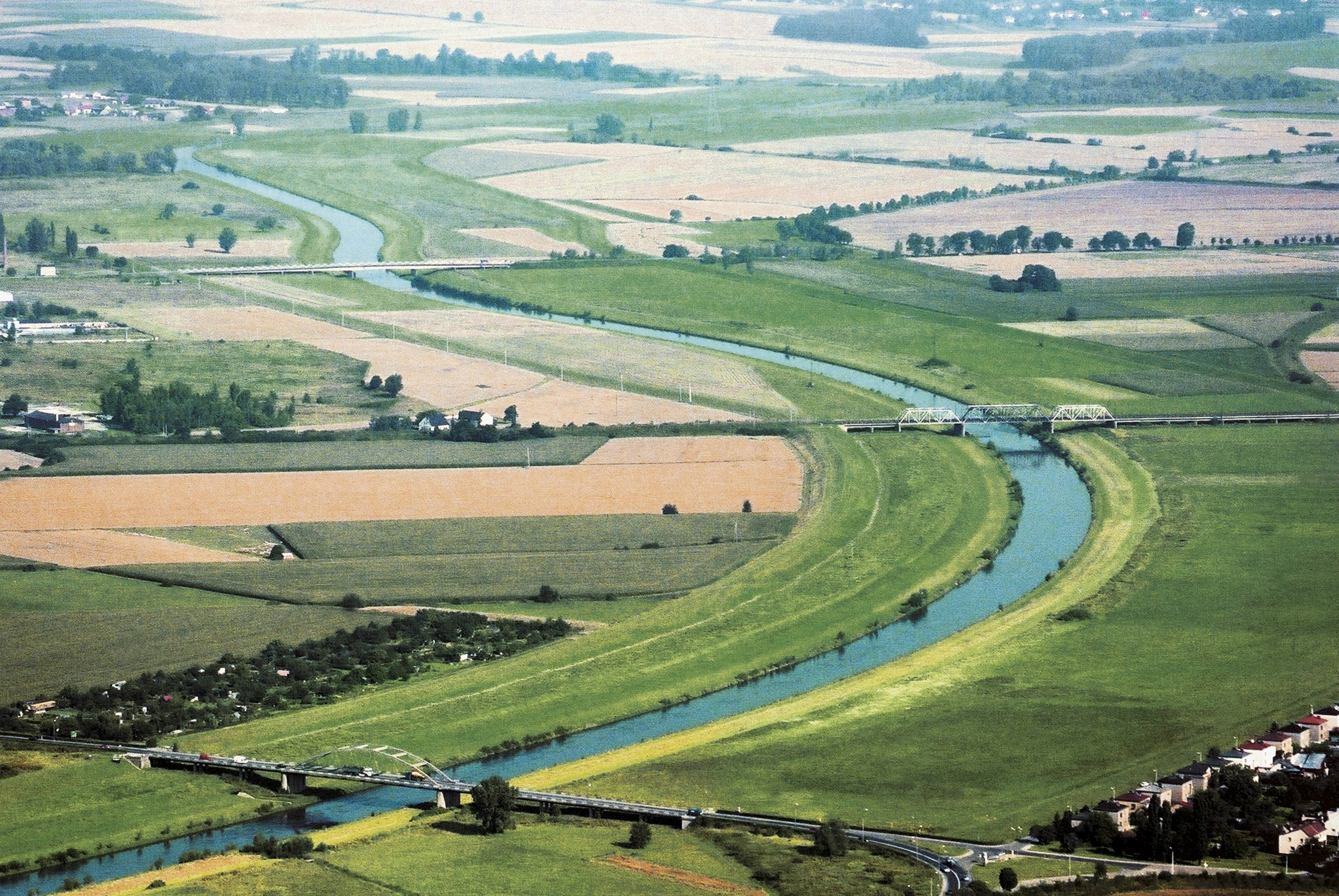
Hochwasserentlastungskanal der Oder, der Racibórz umgeht. Auch für die Schifffahrt gebaut.
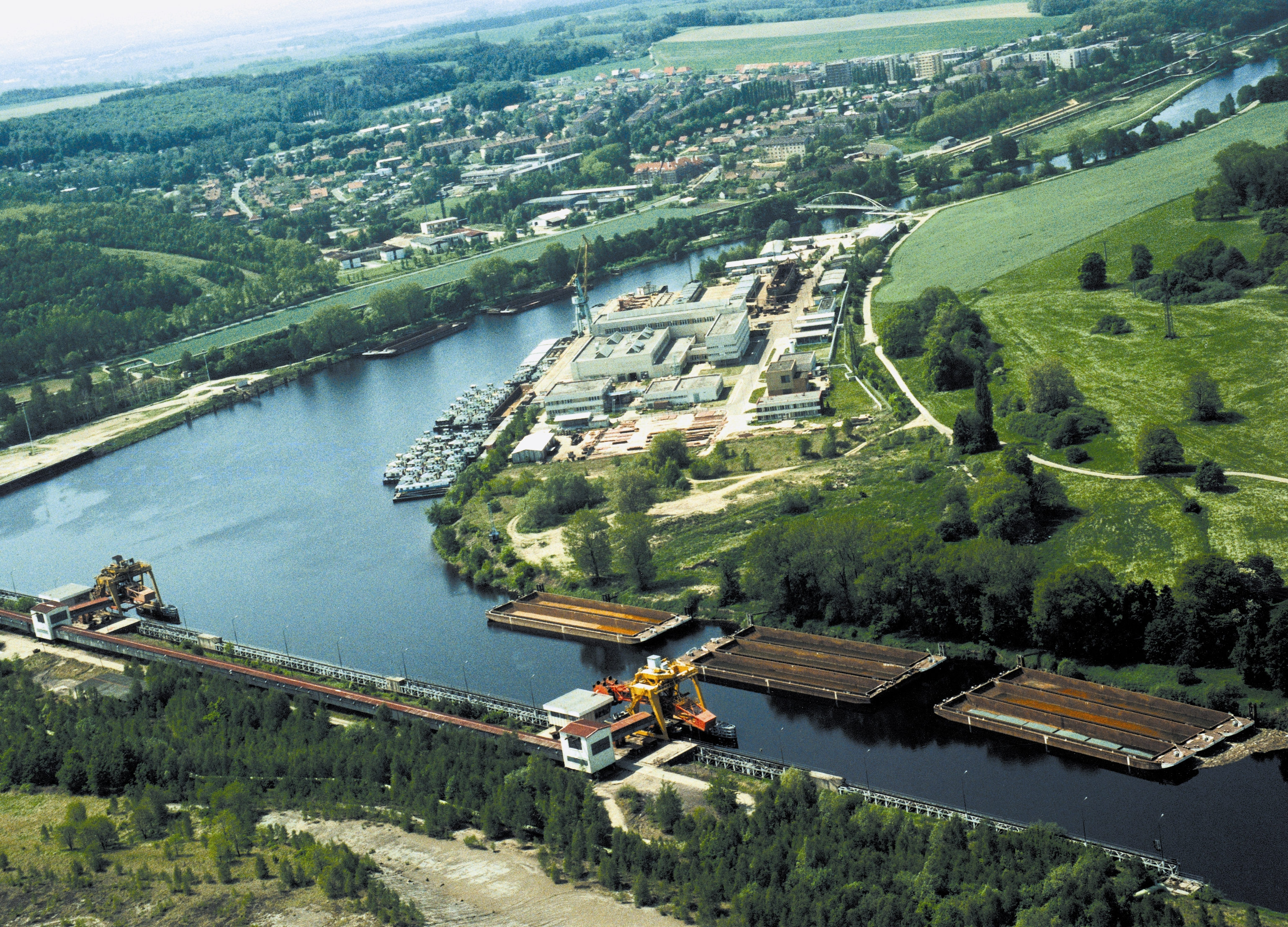
Der Hafen Chvaletice ist heute der letzte Hafen an der Elbe. Die Schiffbarkeit der Elbe sollte bis Pardubice und dann zum Wasserkorridor D-O-E ausgedehnt werden.

## Einzelbelege
1. ↑  Brief von neun europäischen Naturschutzverbänden an die Europäische Kommission vom 6. März 2020 (online, abgerufen am 16. März 2020)
2. ↑  Darek Štalmach: Vláda schválila první přípravy kanálu Dunaj-Odra u hranic s Polskem. In: iDnes.cz. Mladá fronta Dnes, 5. Oktober 2020, abgerufen am 8. Februar 2023 (tschechisch).
3. 1 2  Daniela Honigmann: Tschechische Regierung hebt Gebietsreserven für Donau-Oder-Elbe-Kanal auf. In: Radio Praha International. Český rozhlas, 8. Februar 2023, abgerufen am 8. Februar 2023.
4. ↑  Programové prohlášení vlády. Regierung der Tschechischen Republik, 6. Januar 2022, abgerufen am 8. Februar 2023 (tschechisch): „Zastavíme práce na projektu kanálu Dunaj–Odra–Labe. V místech, kde nebude účelné plánovat budoucí vodní díla, uvolníme současnou územní ochranu. Budeme naopak podporovat rozvoj šetrné vodní dopravy na stávajících tocích.“
5. ↑  Vláda ukončila projekt kanálu Dunaj-Odra-Labe, oznámili Piráti. In: ČT24. Česká televize, 8. Februar 2023, abgerufen am 8. Februar 2023 (tschechisch).